# Elionor Vinyerta i Cuartero
Elionor Vinyerta i Cuartero (Barcelona, 1893 - Ciutat de Mèxic, 1967) fou una artista i activista feminista, militant d'Esquerra Republicana de Catalunya.
Els seus pares eren José Viñerta Pérez, un espardenyer nascut a Ricla el 1868. i Teresa Cuartero Sarmiento, nascuda a Fuendejalón el 1866. Tota la família feia espectacles de varietats per Barcelona. Va treballar com a costurera, però de seguida es va dedicar al món de l'espectacle. Durant la dècada de 1920 va participar en espectacles artístics i teatrals, cantant, ballant i fins i tot fent espectacles de prestidigitació i mentalisme. Es definia a si mateixa com una «artista enciclopèdica». Durant aquest temps va conèixer el polític, empresari i sindicalista Amadeu Aragay, amb qui es va casar el 28 de març de 1930.
Militant feminista i d'esquerres, el 1928 va cofundar l'Ateneu Republicà Femení de Barcelona, on exercí de presidenta durant un temps. Des d'aquesta organització va promoure el sufragi femení, la creació de llars d'infants laiques i tallers de formació per a dones. El 1931 fou una de les organitzadores de l’Homenatge a la Dona Catalana. Aquell any també participà en la campanya de l'estatut i fou membre de la Lliga Femenina per la Pau i la Llibertat, la secció catalana de la Lliga Internacional de Dones per la Pau i la Llibertat.
El 1932 s'establí amb la seva família a Sant Cugat del Vallès, on poc després fundà el Grup Femení del Centre Republicà Federal de Sant Cugat i n'esdevingués la presidenta d'honor. Durant la campanya electoral de febrer 1936 va defensar el Front d’Esquerres i el juny del mateix any va formar part del Comitè de Dones contra la Guerra i el Feixisme, amb Dolors Bargalló i Caritat Mercader.
Durant la guerra civil fou presidenta del Comitè Local del Socors Roig Internacional de Catalunya, i va coorganitzar el 1r Congrés Nacional de la Dona celebrat a Barcelona, d'on sortiria la Unió de Dones de Catalunya, una organització antifeixista femenina. Després de la Guerra civil es va exilià a França i posteriorment a Mèxic, on va morir el 1967 i fou enterrada al Panteón Español, amb el seu marit.